# Турецкий военный трибунал 1919—1920 годов
Турецкий военный трибунал 1919—1920 годов (тур. 1919-1920 İstanbul yargılamaları) — военный трибунал Османской империи, рассматривавший судебные дела об участии руководства партии «Единение и Прогресс» (Иттихат) в геноциде армян и греков, в нарушении конституции и спекуляции в военное время.

## Геноцид армян
В 1915 году в условиях Первой мировой войны в Османской империи была проведена кампания массового уничтожения армян, трактуемая большинством историков как геноцид. При фактической поддержке Германии, бывшей во время войны союзницей Османской империи, младотурецкое правительство организовало депортацию и преднамеренно насильственную резню армянского населения Османской империи, приведшую к массовой гибели армян и фактическому уничтожению армянской общины Турции. Аналогичные преступления совершались против ассирийцев, греков и езидов.
24 мая, буквально сразу же, всего через несколько недель после начала резни армян, правительства Англии, Франции и России заявили о своем намерении осуществить судебное преследование турецких преступлений. В совместном заявлении было сказано: «В связи с недавними новыми преступлениями Турции против человечности и цивилизации, союзные правительства публично объявляют Блистательной-Порте [Османское правительство], что она несет личную ответственность за эти преступления, включая всех членов османского правительства и их агентов, которые участвуют массовых убийствах». Это был первый случай в истории международного права, когда был использован термин «преступления против человечности»

## Мазхарская следственная комиссия и создание трибунала
24 мая 1915 года Британия, Россия и Франция опубликовали совместную декларацию, в которой осуждали Турцию за преступления «против человечности и цивилизации». После поражения Османской империи в 1918 году, Мудросского перемирия и оккупации Константинополя силами Антанты страны-победители потребовали от Турции наказать виновных в преступлениях против военнопленных и армян. Отдельную позицию занимала Британия, в основном настаивавшая в первую очередь на наказании за жестокое отношение к британским военнопленным и только потом за уничтожение армян. К началу работы трибунала основные руководители Иттахат: Талаат, Энвер, Ахмед Джемаль, Шакир, доктор Назим, Бедри и Азми (тур. Cemal Azmi) бежали за пределы Турции.
Правительство Тевфик-паши решило, не дожидаясь международного суда, расследовать эти преступления в национальных судах. 23 ноября 1918 года султан Мехмед VI создал правительственную следственную комиссию, председателем был назначен Гасан Мазхар-бей. Комиссия приступила к расследованию преступлений османских должностных лиц, совершенных прежде всего против представителей армянского населения. Мазхар-бей потребовал от губернаторов провинций предоставить все телеграммы с приказами о депортации и убийствах армян. Несмотря на инструкции уничтожать оригиналы приказов после прочтения, некоторые должностные лица сохранили телеграммы и комиссия смогла получить их.
Формирование военного трибунала, расследующего преступления младотурок, стало продолжением работы мазхарской комиссии, и 16 декабря 1918 году султан официально учредил такие трибуналы. Было создано три военных трибунала и десять судебных органов в провинциях.

## Работа трибунала
Всего было проведено четыре разбирательства: подкомиссия Парижской мирной конференции, британский трибунал в Константинополе и два турецких разбирательства. 16 декабря 1918 года был учрежден Специальный военный трибунал и в начале 1919 года по специальному указу были произведены многочисленные аресты подозреваемых в высылке и резне (тур. tehcir ve taktil). Состав трибунала несколько раз менялся чтобы дать возможность обвиняемым уйти от наказания. Не было принято предложение турецкого правительства включить в трибунал представителей нейтральных стран. Наиболее важные слушания проходили по событиям в Йозгате (5 февраля — 7 апреля), Трапезунде (26 марта — 15 мая), по лидерам Иттихат (28 апреля — 17 мая) и кабинету министров (3 — 25 июня 1919 года). Были подготовлены слушания по событиям в Адане, Алеппо, Битлисе, Диарбекире, Эрзеруме, Мараше и Ване, однако 11 августа 1920 новое кемалистское правительство распустило суды.
Работа трибунала обеспечивалась двумя комиссиями. Комиссия Пятого комитета парламента опросила тринадцать министров и двух шейх-уль-исламов и исследовала множество документов касающихся резни армян. Эта комиссия не закончила свою работу и не опубликовала выводов, после перерыва в работе парламента материалы комиссии были переданы трибуналу. Комиссия Мазара (названа по имени чиновника албанского происхождения) включала в том числе и двух турецких гражданских инспекторов и судью армянского происхождения, и была наделена широкими полномочиями в расследование должностных преступлений. Также ею была исследована многочисленная корреспонденция из мест высылки и резни армян.
3 мая 1919 года генеральный прокурор уведомил трибунал, что в ходе расследования ему стали известны новые доказательства, что убийства армян в столице и на периферии совершались в основном организованным способом (тур. teskilati murettebe ile). Новое обвинительное заключение, предложенное прокурором, включало обвинение в уничтожении всех людей, «составляющих обособленное сообщество». Согласно новому предложению депортации не были продиктованы военной необходимостью или дисциплинарными причинами, а были задуманы центральным комитетом Иттихат, и их последствия ощущались в каждом углу Османской империи (тур. Memaliki Osmaniyenin hemen её tarafnda). В доказательствах трибунал в основном опирался на документы, а не на свидетельские показания. Трибунал посчитал доказанным факт организованного убийства армян лидерами Иттихат (тур. taktil cinayeti). Трибунал признал отсутствующих на суде Энвера, Джемаля, Талаата и доктора Назима виновными и приговорил их к смертной казни, из присутствующих на суде обвиняемых трое были приговорены к смертной казни через повешение. Обвинительные акты и протоколы заседаний в основном не доступны для современных исследователей, работы турецких авторов анализирующих материалы трибунала, исключая редкие ссылки, отсутствуют.
После утверждения в Турции кемализма казненные по решению трибунала губернаторы Мехмет Кемаль и Насрэт были объявлены парламентом «национальными мучениками» (тур. milli sehid), для из их семей была организована общественная подписка, собравшая крупные суммы денег. Парламент почтил память Нусрэта минутой молчания и назвал его именем район, школу и улицу в Урфе, Кемалю на городской площади в Богазльяна была поставлена конная статуя. Правительство Турции выделило пенсии для семей организаторов геноцида, уничтоженных в рамках армянской операции возмездия «Немезис».
|               |              |            |               |                 |
| Мехмед Талаат | Азми Джемаль | Энвер-паша | Ахмед Джемаль | Бехаэддин Шакир |

## Расследование резни в Йозгате
Первый приговор был вынесен по фактам резни в Йозгате, расположенном в вилайете Анкара, которая была подтверждена документами двух чиновников, непосредственно участвовавших в убийствах, и документами из министерства обороны Османской империи. Рассматривалась роль командования пятнадцатого дивизиона (Sahabeddin), расположенного в Кайсерии и пятой армии (Redjai), расположенной в Анкаре. Комиссия Мазара рекомендовала начать уголовное преследование следующих лиц:
- Мехмед Кемаль (тур. Mehmed Kemal), 35 лет, каймакам (тур. kaimakam — губернатор санджака Богазльяна (тур. Boğazlıyan), временный губернатор (тур. mutaserif) Йозгата, впоследствии инспектор депортации в Конье;
- Мехмед Тевфик (тур. Mehmed Tevfik), 44 года, командующий жандармерии для районов Чорум и Йозгат;
- Абдул (Али) Фаяз (тур. Abdul Ali Fayaz), 36 лет, директор религиозного Фонда Богазльяна (тур. Evkaf) и предводитель бандитов.

Согласно оттоманской статистике, армянское население района Йозгата составляло 33133 человека, из которых 31147 было депортировано. Из 1800 армянских жителей самого Йозгата удалось найти только 88 оставшихся в живых.
Обвиняемых защищали три турецких адвоката. Предъявленное обвинение включало массовые убийства, грабеж, похищение и изнасилование депортируемых армян. Учитывая тяжесть совершенных преступлений, прокурор Сами (тур. Sami) требовал серьёзного наказания для обвиняемых, однако он также обвинял армян в многочисленных преступлениях против Османской империи. Причину турецко-армянского конфликта Сами видел в стремлении армян к обеспечению равных с мусульманами прав, оправдывая официальный закон о высылке, однако осуждая злоупотребления этим законом. Армянские адвокаты возражали против такой политизированной трактовки событий и предложили сменить прокурора, однако судья не согласился с отводом прокурора, одновременно заявив, что он не будет принимать к рассмотрению политические аргументы. В процессе слушаний были допрошены 27 свидетелей, включая семь турок и восемнадцать армян, в том числе бывший губернатор Йозгата, командующий пятой армией, муфтий Богазльяна, управляющий железнодорожной станцией Йозгата и пленный британский чиновник, бывший свидетелем резни. В ходе допросов Мехмет Кемаль пытался отказаться от предыдущих показаний и отрицал обвинения, однако под давлением доказательств вынужден был признать их. Во время одного из заседаний были представлены двенадцать зашифрованных телеграмм, в которых слово «депортация» фактически означала убийство (тур. kesim), что было подтверждено полковником Халилом Рекейи (тур. Halil Recayi). В процессе суда был арестован свидетель Вехби (тур. Vehbi), работавший главным бухгалтером администрации Йозгата, против которого дала показания армянская свидетельница, слышавшая, как он обсуждал уничтожение армян Йозгата. Вызванные судом свидетели подтвердили использование в официальной переписке эвфемизмов для сокрытия убийств армян. Лейтенант Хулуси (тур. Hulusi), командующий жандармерией Богазльяна, заявил, что используемое слово «депортация» на самом деле означало «уничтожение», а военный губернатор Богазльяна на вопрос о смысле фразы, что армяне «отправлены для предназначенного» заявил, что имелось в виду убийство. Депутат Шакир (тур. Shakir) и бывший губернатор Йозгата Джемал (тур. Cemal) подтвердили, что центральные власти были ответственны за резню армян. Джемал заявил, что он отказался исполнять секретное предписание об уничтожении армян и вскоре после отказа был уволен. Обвинительные показания были также даны оставшимися в живых армянами и майором Мехмедом Салимом (тур. Mehmed Salim), заявившим, что кампания по уничтожению армян полностью управлялась из центра. Суд также заслушал муфтия Богазльяна, который рассказал, что он призывал Кемаля не убивать армян, ссылаясь на шариат.
Мехмед Тевфик построил линию защиты, обосновывая свои действия восстаниями армянского населения. Однако суду была представлена телеграмма  командующего 15-м дивизионом полковника Сахабеддина от 14 июня 1915 года (тур. Sahabeddin), где говорилось, что нет никаких доказательств армянского мятежа. Бывший губернатор Богазльяна Джемал также подтвердил, что никакого восстания не было. Тевфик скорректировал свою позицию и заявил, что он имел в виду уклонение армян от требований закона о высылке. Суду были предоставлены показания видного жителя Йозгата, Рифаат-бея (тур. Rifaat Bey), где он описывал, как делегация турецких деревень, неспособная выносить крики убиваемых армян, обратилась к Тевфику с просьбой пощадить женщин и детей. Заклиная шариатом, они встали на колени, перекрыв дорогу его лошади, и предложили убить их на армянской территории, после чего Тевфик пристрелил просителей. Описывая злодеяния Тевфика, Рифаат-бей характеризовал его как «дикое животное» (тур. canavar).
Предоставленные суду преступления Кемаля превзошли все остальные. Высказывались предположения, что он был родственником генерал-губернатора Вана Джевдета и мстил армянам за проигранное Джевдетом сражение. Согласно свидетельским показаниям, поездки в места убийства армян Кемаль называл «походом в театр», где он сидел и курил кальян, наблюдая за умирающими армянами. Кемаль лично инструктировал убивающих армян бандитов, показывая им эффективные способы перерезания горла жертвы. Убийства мужчин обычно совершались над связанными парами, для убийств использовались холодное оружие, топоры и лопаты. Муфтий Богазльяна Абдуллазаде Мехмет (тур. Abdullahzade Mehmet) сообщил, что предупреждал Кемаля о «божьем гневе» за убийства армян, однако Кемаль отрицал этот факт. План убийств на следующий день готовился Кемалем и его подручными во время вечерних попоек. На суде Кемаль подтвердил существование приказа об уничтожения шифровок из Стамбула после прочтения, однако потом отрекся от этого заявления. Тем не менее существование секретных приказов об уничтожении армян подтвердил предыдущий губернатор Йозгата Джемал. В последнем слове Кемаль заявил, что он противодействовал армянским партизанам, убивающим мусульман, и выполнял указания правительства.

### Приговор
Согласно приговору трибунала от 8 апреля 1919 года, Мехмед Кемаль и Мехмед Тевфик были признаны виновными, дело Абдула Фаяза было передано следующей сессии слушаний по Йозгату. Отпущенный под залог Фаяз бежал, впоследствии стал кемалистом и представлял ил Кайсери в Турецком национальном собрании. Суд признал  вину фигурантов в организованной и преднамеренной резне армян, грабеже и организации секретных преступных групп, а совершенные ими преступления противоречащими османским законам, нормам Ислама и духу человечества и цивилизации. Судом была констатирована связь обвиняемых с Тешкилят-и Махсуса. Суд отклонил аргументы защиты о предполагаемом восстании армян, посчитав доказанной явную лояльность большинства армян. Согласно приговору, не было никаких сомнений, что депортации имели целью именно уничтожение армян. Мехмет Кемаль был приговорен к смертной казни, Мехмет Тавфик к 15 годам каторжных работ.
10 апреля 1919 года Мехмет Кемаль был казнен через повешение. Его похороны вылились в крупную националистическую демонстрацию, организованную студентами университета и медицинской школы. Через общественную подписку были собраны 20 000 турецких фунтов для помощи семье Кемаля. 14 октября 1922 года национальное собрание в Анкаре провозгласило Мехмета Кемаля «национальным мучеником».

## Расследование резни в Трапезунде
Трапезундская область находилась на побережье Чёрного моря. Армянское население жило в Трапезунде, около 8000 человек, столько же в окружающих деревнях, и около 30000 человек в сотнях деревень Самсуна. Во время резни область находилась в зоне ответственности Третьей армии, главнокомандующим которой был генерал Махмуд Камил. Во время уничтожения армян Трапезунда применялись такие методы как утопление в море, отравления и смертельные инъекции.
Первоначально ответчиками по делу были:
1. Джемаль Азми (тур. Cemal Azmi) — вали области (заочно).
2. Йенибахчели Наиль (тур. Yenibahceli Nail) — ответственный секретарь правящей партии Иттихат (заочно).
3. Ахмет Мустафа (тур. Ahmet Mustafa) — агент морской компании.
4. Мехмет Али (тур. Mehmet Ali) — руководитель таможни и куратор больницы Красного полумесяца.
5. Ниязи (тур. Niyazi) — Торговец и капитан судна.
6. Нури (тур. Nuri) — начальник полиции Трапезунда.
7. Талат (тур. Talat) — лейтенант, командующий жандармерией и член комиссии военных реквизиций.
8. Али Саиб (тур. Ali Saib) — доктор, директор департамента здравоохранения Трапезунда.
9. Юсуф Риза (тур. Yusuf Riza) — майор артиллерии, глава Особой организации Трапезунда.

Суд на Али Сейбом и Юсуфом Ризой в дальнейшем был выделен в отдельное производство. Подсудимых защищали шесть адвокатов. Первоначально генеральный прокурор Феридун (тур. Feridun) потребовал смертного приговора для Азми и Нэйла, и тюремного заключения для Мустафы, Али, Нури и Ниязи. Прокурор не находил достаточных оснований для обвинения Али Сейба в убийствах детей с помощью инъекций наркотиков, полагая, что Сейб только ошибался с дозировкой. Прокурор ссылался на отсутствие вскрытий жертв медицинских экспериментов Сейба, которых выбрасывали в море, и, следовательно, на отсутствие доказательств. Однако Феридун потребовал судить Сейба за умышленное утопление и другие способы умерщвления армянских детей. На суде инспектор медицинского департамента Трапезунда, доктор Зия Фуад (тур. Ziya Fuad), ссылаясь на информацию двух коллег Сейба из больницы Красного полумесяца, заявил, что Сейб инъекциями морфия убил «бессчетное количество» армянских детей, однако вызванный в суд один из информаторов Фуада опроверг, что он говорил такое. В это время пало правительство Дамада Ферида, и новый режим сменил главу трибунала на Эсата, который продолжил линию на оправдывание Али Сейба.

### Приговор
Вердикт суда по событиям в Трапезунде подтвердил выводы суда по Йозгату: под прикрытием депортации власти выпускали секретные инструкции для убийства армян. Для этих целей из тюрем были выпущены рецидивисты. Первоначально уничтожалось мужское население, затем у женщин отнимались деньги и драгоценности, многие из них были подвергнуты насилию. Детей грузили на баржи и лодки, вывозили в море и сбрасывали в воду. Грабежи и убийства совершались организованным способом. Джемаль Азми и Йенибахчели Наиль были заочно приговорены к смертной казни, Мехмет Али к 10 годам принудительных работ, Ахмет Мустафа и Нури к году тюрьмы. Ниязи и Талат были оправданы за отсутствием доказательств преступления.

## Дело ответственных секретарей
Первоначально по делу обвинялись тринадцать человек, не все из которых были ответственными секретарями партии Иттихат. Главное обвинение состояло в том, что получив контроль над государственным аппаратом, обвиняемые решали партийную задачу уничтожения армян. Среди обвиняемых были лидеры Иттихат. Позже обвинение было предъявлено также большому количеству чиновников и парламентариев, включая отца военного министра Энвера. На одном из заседаний было заслушано свидетельство обвиняемого, инспектора Эдирне Абдула Гани (тур. Abdul Gani), где он рассказал что после занятия города болгарами армяне предложили турецким семьям защиту.
Суд установил, что по крайней мере в трех случаях ответственные секретари Иттихат смещали губернаторов, отказывающихся выполнять убийства армян. Одним из смещенных был губернатор Анкары, который был заменен на Мехмета Тавфика, к тому времени уничтожившему армян Йозгата. Второй случай произошел с генерал-губернатором Кастамону, который отказался убивать армян и был выставлен из своего офиса секретарем Хасаном Фехми (тур. Hasan Fehmi). В третьем случае секретарь Болу доктор Мидхат (тур. Midhat) дошел до Стамбула, требуя отставки губернатора. Обвиняемые отрицали своё соучастие в преступлениях, однако свидетельские показания, включая высокопоставленных чиновников, были против них.
Военные трибуналы также включали в повестку дня дела об убийствах, жертвами  которых стали некоторые османские высокопоставленные должностные лица, убитые агентами «Комитета Союза и Прогресса» в 1915 году за неподчинение преступным приказам центрального правительства депортировать и уничтожать мирное армянское  население Османской империи.

### Приговор
Суд не вынес смертных приговоров, обвиняемые были осуждены за грабежи имущества жертв. Суд подтвердил что обвиняемые пользовались законом о высылке для убийства и грабежа армян, а также что решение об уничтожении армян было принято в центральном комитете Иттихат, в обсуждении которого ответчики принимали участие.

## Дело кабинета министров и лидеров Иттихат
По ключевому разбирательству трибунала, рассматривающему роль центральных властей в уничтожении армян, проходили:
- великий визирь Саид Халим-паша;
- великий визирь Мехмед Талаат;
- генеральный секретарь Иттихат Митхат Шюкрю (тур. Mithat Şükrü);
- член центрального комитета Иттихат Кючюк Талат (тур. Küçük Talat);
- министр иностранных дел и президент палаты представителей Халил Ментеше (тур. Halil Menteşe);
- партийный идеолог Зия Гёкальп (тур. Ziya Gökalp);
- глава министерства национальной безопасности Исмаил Джанбулат (тур. İsmail Canbulat);
- шейх-уль-ислам Муса Кязым (тур. Musa Kazım);
- шейх-уль-ислам Мустафа Хайри (тур. Mustafa Hayri);
- министр иностранных дел Ахмед Несими (тур. Ahmet Nesimi);
- министр продовольствия Мустафа Кемаль (тур. Mustafa Kemal);
- чиновник Специальной организации Камбур Атиф (тур. Kambur Atif);
- член ЦК Иттихат Юсуф Риза (тур. Yusuf Riza);
- военачальник Энвер-паша (заочно);
- партийный лидер младорурков Талаат (заочно);
- командующий 4-й армией Ахмед Джемаль (заочно);
- руководитель «Специальной организации» Бехаэддин Шакир (заочно);
- руководитель «Специальной организации» Мехмет Назим (тур. Mehmet Nazim) (заочно);
- глава национальной безопасности Эрзурумлу Азиз (тур. Erzurumlu Aziz) (заочно).

Обвинение было также предъявлено двум организациям: «Ответственным секретарям и инспекторам», организовавшим депортацию и убийства армян и «Специальной организации», формирующей группы для убийств. В процессе рассмотрения некоторые дела были переданы генеральному прокурору Феридуну. Обвиняемых защищали шестнадцать адвокатов во главе с президентом турецкой ассоциации юристов. Обвиняемым инкриминировались резня, грабеж, сжигание трупов и зданий, насилие, пытки, совершенные организованным способом. Согласно обвинению депортация не была обусловлена военной или дисциплинарной необходимостью, а фактически являлась попыткой ЦК Иттихат окончательно решить армянский вопрос, и имела двойной характер: официальные инструкции по депортации и секретные указания по убийствам армян. Также обвинение приводило многочисленные случаи личного обогащения как повод для убийств армян. Суду были предоставлены документы об остатках армянских конвоев, дошедших до пустынь Сирии и Месопотамии. Численность дошедших оценивалась в 150—200 тысяч человек, которые затем были уничтожены по дороге и в концлагере Дер-Зор.
Согласно обвинению ключевую роль в убийствах армян играл руководитель «Специальной организации» Бехаэддин Шакир. Структура и функции этой организации были выявлены во время перекрестных допросов её руководителей. «Специальная организация» фактически состояла из двух частей и работала в двух направлениях: внешнее, включающее шпионаж, партизанские действия и саботаж против военных противников, и внутреннее, рассматривающее османских армян как противников. Организация вербовала своих сотрудников из выпущенных из тюрем преступников. Шифрованные телеграммы, направляемые организацией на места, должны были быть возвращены обратно после прочтения. Министр почты Хасим (тур. Hasim) подтвердил уничтожение всех шифрограмм, посланных во время войны. Многие генерал-губернаторы и высокопоставленные гражданские чиновники, например губернатор Трапезунда Джемал Азми и Эрзерума Хасан Техсин, являлись также крупными функционерами в «Специальной организации». Согласно показаниям полковника Джевада (тур. Cevad) после поражения османской армии от России, партизанские действия против русских оказались неэффективными и контроль в организации перешел к Шакиру, организовавшему резню армян. Партийные отделения Иттихад на местах оказывали содействие работе «Специальной организации».

### Приговор
Согласно приговору фактическим автором преступлений являлась Генеральная Ассамблея Иттихад, отстранившая от реальной власти кабинет министров. Приговор обвинял Иттихат в провоцировании войны с Россией, для чего «Специальной организацией» совершались диверсии на Кавказе. Трибунал рассмотрел резню армян и пришел к выводу что она была организована и выполнена лидерами Иттихат. Лидеры Иттихат: Талаат, Энвер, Джемаль и доктор Назим были заочно приговорены к смертной казни, другие обвиняемые получили различные сроки заключения.

## Критика
В 2005 году Гюнтер Леви опубликовал статью, где подверг критике решения трибунала. Леви отмечает несоответствие трибунала западным стандартам правосудия: османский уголовный кодекс не предусматривал перекрестного допроса, роль судьи была важнее, чем в англо-американской традиции, адвокатам не был обеспечен доступ к подсудимым в процессе предварительного следствия. Сам суд был обусловлен давлением победивших союзных держав, требующих наказать виновных в военных преступлениях. Самой серьёзной проблемой этого трибунала Леви считает потерю всей его документации и невозможность установить соответствие материалов опубликованных в турецкой прессе оригинальным судебным документам. В качестве примера Леви приводит анализ проведенный Дадряном обвинительного заключения по Вехиб-паше, в то время как по сведениям Леви известно только обвинительное заключение, а остальные материалы утеряны. Также Леви приводит свидетельства некоторых представителей союзных держав, полагающих что трибунал являлся пародией на правосудие. Так Леви цитирует британского верховного комиссара в Стамбуле Колтропа: «Заседания суда всего лишь фарс и вредят как нашему престижу, как и престижу турецкого правительства», и британского комиссара Де Робека: «Суд есть пример полного провала и его выводы нельзя воспринимать серьёзно».
Анализируя аргументы Леви Макдональд отмечает что заявляя о наличии разногласий по геноциду армян в академической среде Леви на самом деле ссылается на турецкие и на открыто протурецкие источники. Макдональд соглашается с критикой Леви со стороны Дадряна, который находит у Леви очевидные симпатии к турецкой стороне, доказывая это тем что последний ставит в один ряд откровенно турецкие материалы и серьёзных армянских исследователей. Для доказательства сомнительности документов по геноциду армян Леви использует работу турецких историков Синаси Орела и Сурейа Юка, которые обвиняют армян в том что они намерено уничтожили «документы Адаляна» чтобы подробности этого события никогда не раскрылись. Согласно Макдональду эти аргументы Леви аналогичны аргументам отрицателей Холокоста — такие как невозможность газовых камер и подложность дневника Анны Франк. Отрицание геноцида армян является третьей попыткой отрицания геноцида со стороны Леви, вслед за отрицанием геноцида цыган и индейцев, и расценивается Макдональдом как нежелание Леви чтобы какой-либо другой геноцид конкурировал с Холокостом.
Развернутая критика статьи Леви содержится в работах Вахагна Дадряна и Танера Акчама. Дадрян отметил что статья Леви полна ошибок, в некоторых случаях сознательных, и что она показывает плохое знание Леви турецкого, а тем более османско-турецкого языка. Приводя пример Верховного комиссара США Льюиса Хека, который критически отозвался о некоторых процедурных аспектах трибунала, Леви однако не пишет что тот же Хек несколько раз однозначно признал и осудил «тяжкое преступление» и заявил: «Большинство турецких официальных лиц либо принимали активное участие, либо, по крайней мере, попустительствовали массовым убийствам армян». Неудовлетворение Калтропа и Де Робека ходом судопроизводства вызвано, как считает Дадрян, неумелым преследованием подсудимых в ущерб интересам армян. Комментируя сожаление Леви по поводу исчезновения архива трибунала Дадрян замечает что это событие удивительно совпало с захватом Стамбула кемалистами в 1922 году.
Акчам также отмечает что в работе Леви множество фактических ошибок, служащих достаточным основанием считать что она сомнительна. В качестве одного из примеров Акчам приводит предложение Леви «The first recorded tribunal began on February 5, 1919, in Yozgat, the province which includes Ankara, charging three Turkish officials, including the governor of the district, with mass murder and plunder of Armenian deportees.» которое содержит сразу три серьёзные ошибки.
1. Первое расследование прошло в Стамбуле, а не в Йозгате.
2. Йозгат не являлся провинцией (вилайет, тур. vilayet), а Анкара не входила в состав этой провинции; в действительности Йозгат являлся округом (каза, тур. kaza) провинции (вилайет, тур. vilayet) Анкара[11][12].
3. В рассматриваемый период времени Кемаль не был губернатором провинци Йозгат, а занимал пост каймакама Богазльяна.

После критики Дадряна Леви, используя эту статью в качестве предисловия к книге, исправил некоторые ошибки, тем не менее Акчам находит множество фактических ошибок и в исправленном варианте.
Критикуя содержательную часть статьи Акчам отмечает что несмотря на политический характер этих органов утверждение Леви о несправедливости «суда победителей» с тем же успехом можно применить ко всем аналогичным судам: Нюрнбергскому процессу, уголовному суду по бывшей Югославии и пр. Акчам приводит примеры крайне мягкого условия содержания под стражей обвиняемых, которые могли свободно передвигаться по территории тюрьмы, общаться и выстраивать согласованную линию защиты. Многие обвиняемые могли покинуть тюрьму на несколько дней и возвращались только чтобы не подставить администрацию тюрьмы. Подсудимые не подвергались насилию или пыткам, используемые судом свидетели давали свои показания добровольно. Те же источники, которые Леви приводит в качестве примера критики трибунала отмечают благосклонность трибунала к партии Иттихат. Акчам отмечает что заявляя об отсутствии показаний Вехиб-паши Леви не знает что пресса того периода полностью печатала его показания, также показания Вехиб-паши содержатся в архивах армянского Патриархата Иерусалима и эти тексты полностью совпадают друг с другом и согласуются с выдержками из показаний, содержащимися в обвинительном заключении. Аналогичную возможность проверить достоверность материалов трибунала с помощью сравнения публикаций газет, воспоминаний, архивов армянского Патриархата Иерусалима и текстов обвинительных заключений Акчам видит и для всех других случаев. Комментируя утверждение Леви об отсутствии доказательств преднамеренности уничтожения армян по причине уничтожения документов по депортации Акчам отмечает что Леви должен тогда ответить на два вопроса: для чего уничтожались эти документы и не означает ли это то, что ответственные за уничтожение документов пытались скрыть свою вину?